# Maccá
Maccá (Maca; pl. Maccáes).- Pleme američkih Indijanaca porodice Mataco-Macan nastanjeno između rijeka Rio Negro i Rio Confuso na Gran Chacu. U novije vrijeme njih oko 1,000 živi od sakupljanja divlje hrane, hortikulture, lova i ribolova.
Maccá 18. stoljeća poznati su kao opasni ratnici koji su ratovali protiv plemena kao što su Mbayá i Guaná. Sredinom 20. stoljeća znatan dio ih je već nestao pred pritiskom bijelaca. Oni preostalijoš žive starim načinom života u komunalnim nastambama oblika košnice, prekrivenim palminim lišćem. Organizirani su po malenim bandama, koje se sezonski za vrijeme ribolova i sakupljanja algarrobe okupljaju u veće zajednice.

## Vanjske poveznice
- Foto galerija
- The Maka Indians of Paraguay